# Несмит, Патрик
Патрик Несмит (собственно: Нэсмит; англ. Patrick Nasmyth; 7 января 1787[…], Эдинбург — 17 августа 1831, Лондон) — британский шотландский художник, брат инженера и изобретателя Джеймса Несмита (1808—1890).

## Биография
Александр Несмит родился в 1787 году в Эдинбурге в семье художника Александра Несмита (1758—1840). Учился живописи у своего отца. Будучи подростком, Несмит потерял способность пользоваться правой рукой в результате несчастного случая, что заставило его научиться рисовать левой. Кроме того, в результате болезни он плохо слышал.
В 1810 году он переехал в Лондон, но и там продолжил рисовать пейзажи родной Шотландии. Значительно реже он обращался к пейзажам Англии или городским сценам. Как и его отец, Несмит сознательно копировал некоторые приёмы голландских пейзажистов XVII столетия, в особенности Якоба ван Рёйсдала и Мейндерта Хоббемы.
Скончался он в Лондоне в 1831 году.

## Галерея

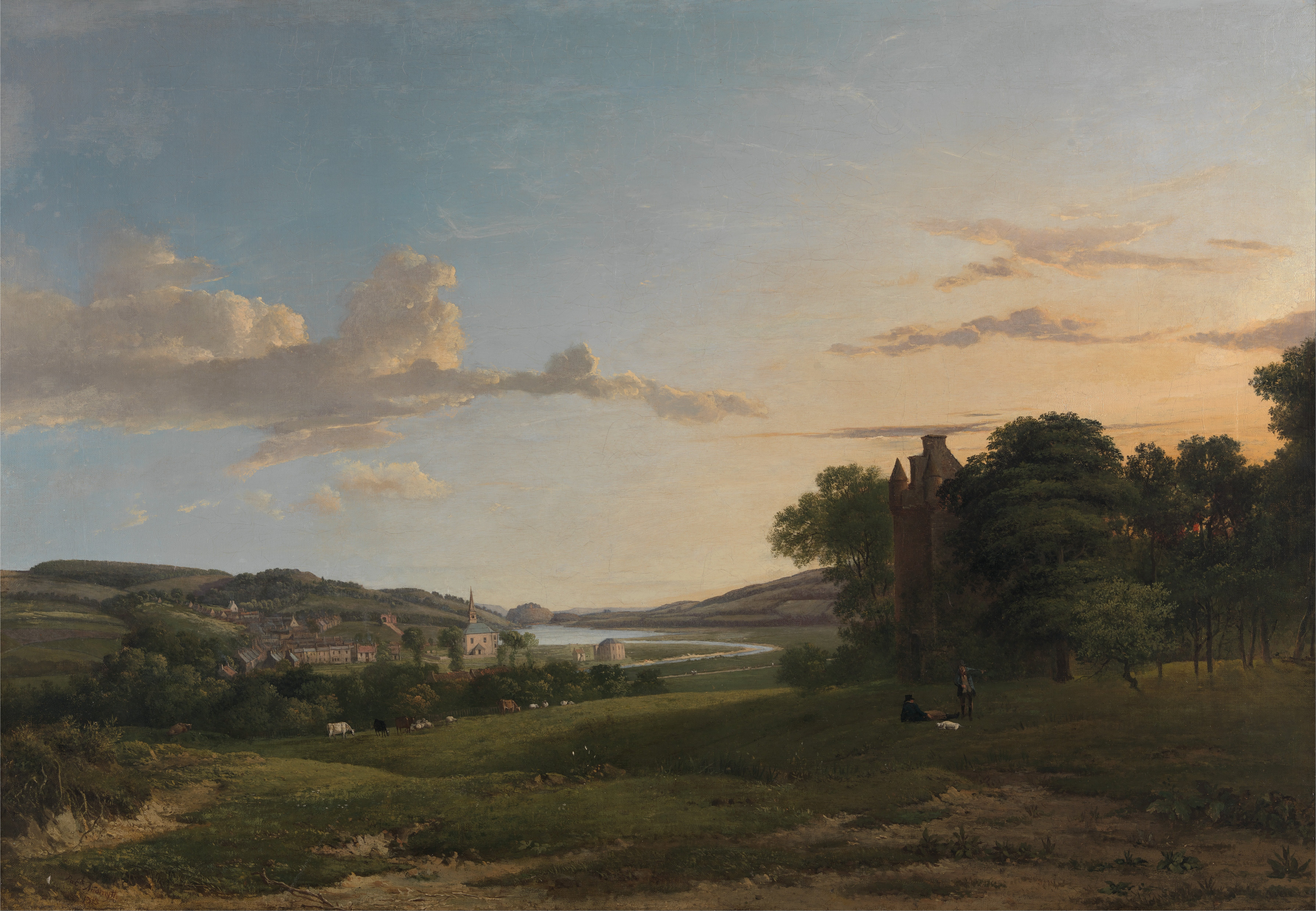
Сельский пейзаж.
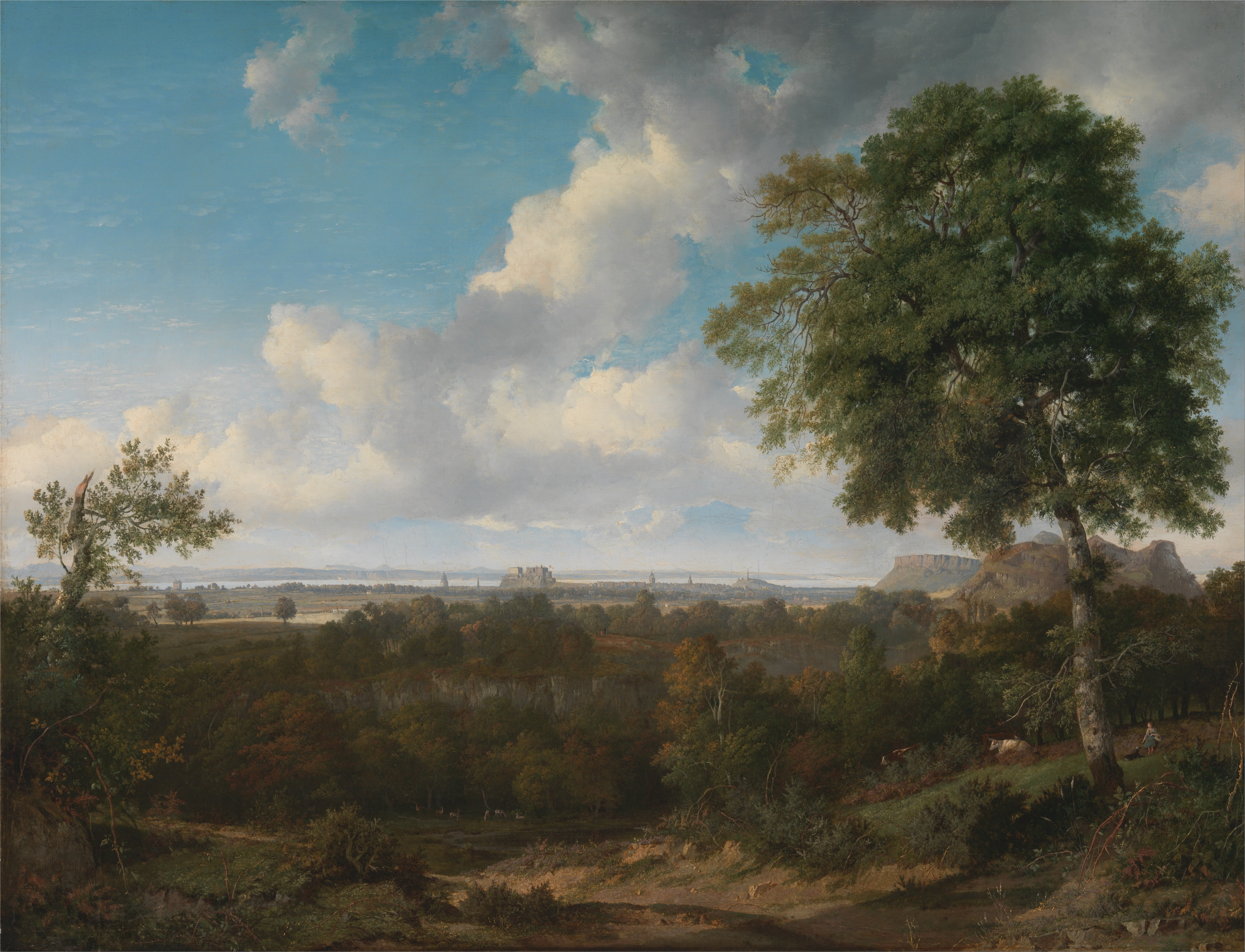
Вид Эдинбурга с холма в окрестностях города.
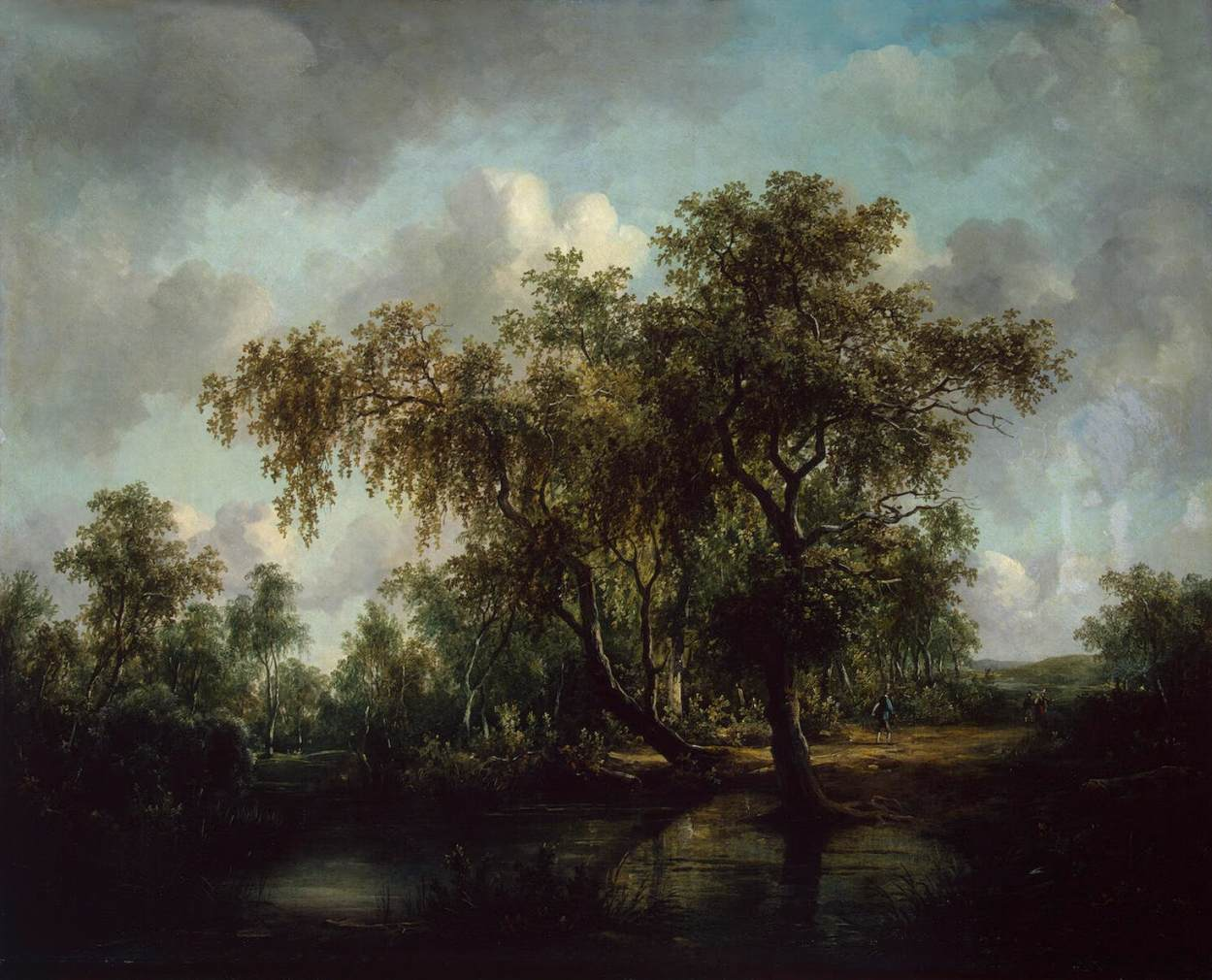
Пейзаж с прудом.
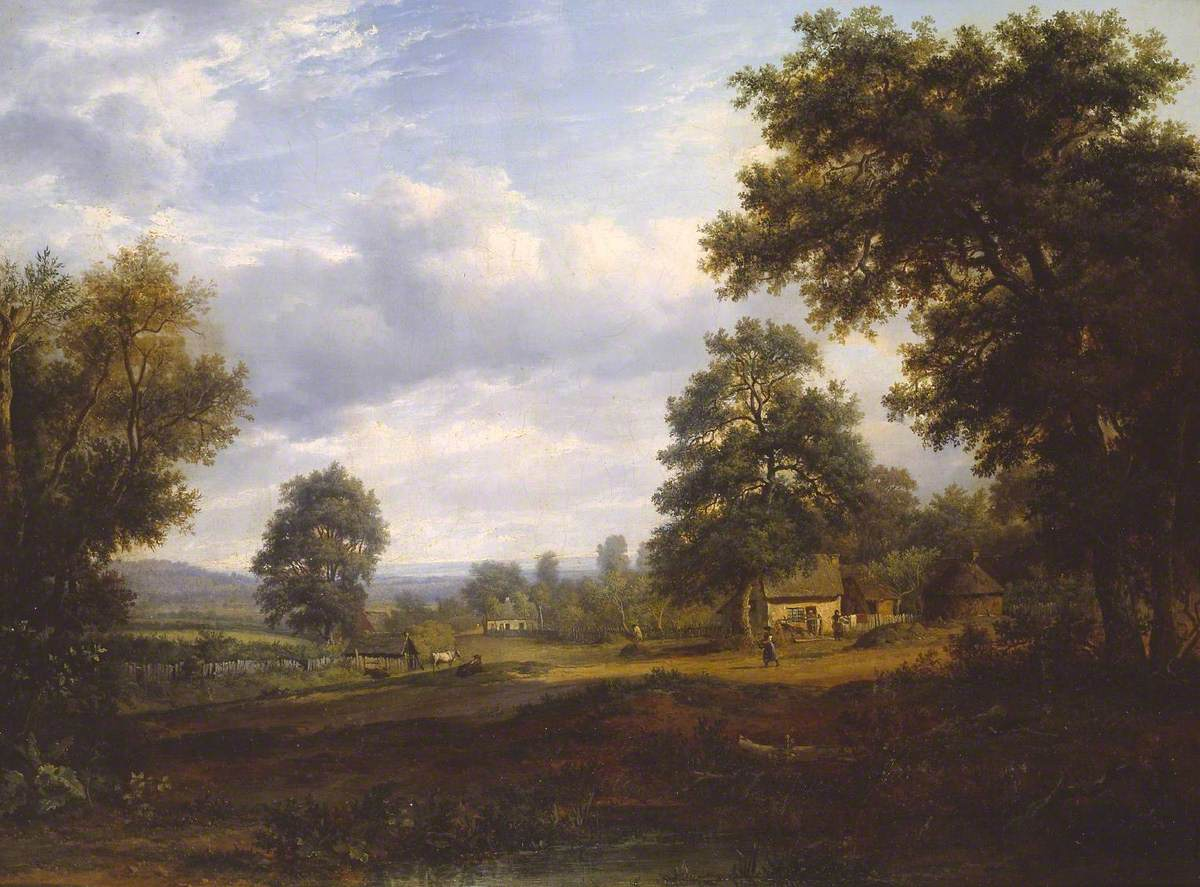
Сельский пейзаж.
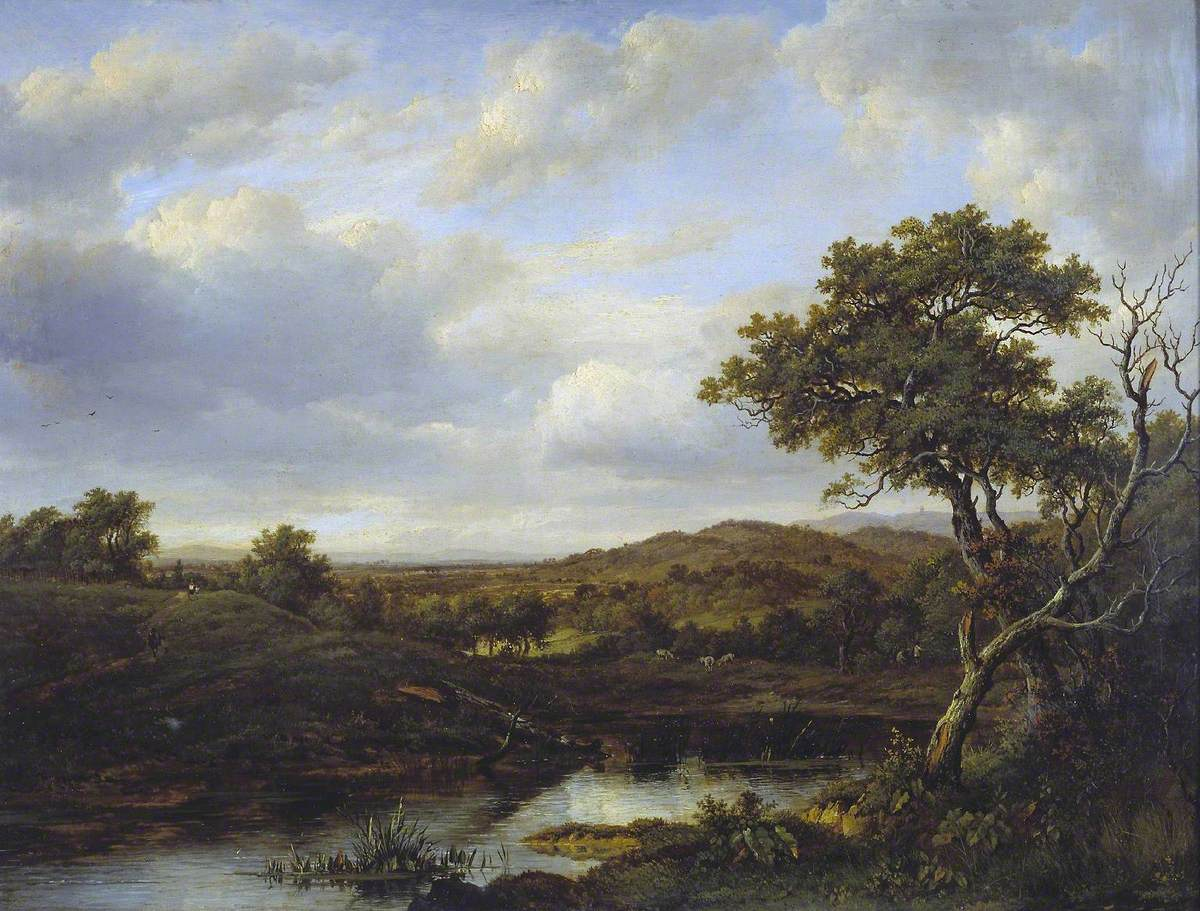
Пейзаж с прудом и засохшим деревом.
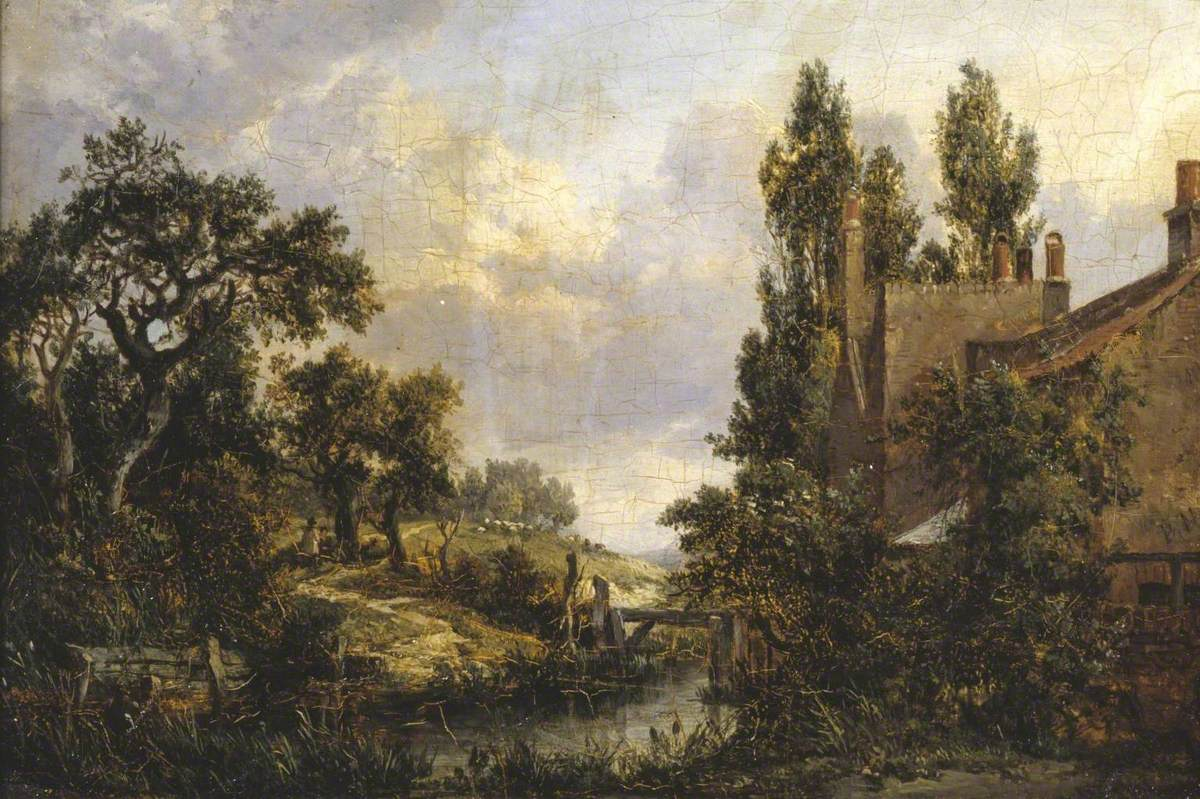
Пейзаж с фермой.